# Perilissus nudus
Perilissus nudus är en stekelart som beskrevs av Barron 1994. Perilissus nudus ingår i släktet Perilissus och familjen brokparasitsteklar. Inga underarter finns listade i Catalogue of Life.